# ペ・ソンウ
ペ・ソンウ（裵 善雨、ハングル：배 선우、英語：Bae Seon Woo、1994年3月1日 - ）は、大韓民国ソウル特別市出身の女子プロゴルファーである。所属は大和地所。

## 経歴
延世大学校卒業。
11歳からゴルフを始める。
2012年韓国女子プロゴルフ協会（KLPGA）に入会しプロ転向。
2013年KLPGA2部ドリームツアー（드림투어）の「務安CCカップ」において下部ツアーながらプロ初優勝。
2016年5月KLPGAツアー「E1チャリティーオープン」において同ツアー初優勝、同年6月「KLPGA選手権」で同ツアーメジャー初勝利を挙げる。
2017年第9代KLPGA広報モデルに選出、翌2018年まで2年連続の選出となった（KLPGA広報モデルは前年度KLPGAツアー年間獲得賞金ランキング60位以内の選手から10名程度選出される）。
2018年8月KLPGAツアー「ハイワンリゾート女子オープン」、同年10月メジャー大会「ハイト眞露チャンピオンシップ」ともに優勝、年間獲得賞金ランキング（賞金ランク）2位となる。同年日本女子プロゴルフ協会（JLPGA）のファイナルクォリファイングトーナメントに進出し14位となる。
2019年はTP単年登録者としてJLPGAツアーに参戦、同年8月の「北海道meijiカップ」でテレサ・ルーとの1ホールのプレーオフを制して同ツアー初優勝を果たす。同年の最終戦「LPGAツアーチャンピオンシップリコーカップ」で同ツアー公式戦初優勝を飾り、賞金ランク4位となり、参戦初年度からシード入りを果たした。なお、ソンウは公式戦優勝により2020年からJLPGAツアーの3年シードも獲得している。「2019年ツアー優勝者」の資格で同年12月1日付でJLPGAに入会し、JLPGA91期生（インターナショナルプロフェッショナル会員）となった。
2020年1月より大和地所所属となる。